# 丹麦—日本关系
丹麦－日本关系，指的是丹麦和日本国之间的外交关系。丹麦在日本东京设立大使馆，日本亦在丹麦首都哥本哈根设立大使馆。 在日本东京生活着500位丹麦人。
丹麦和日本的外交由在1867年签署的“日本与丹麦之间的友好商贸通航条约”而建立，至今两国关系良好。 但是，两国关系在第二次世界大战中断， 直至1952年两国签署了双边协议。

## 贸易

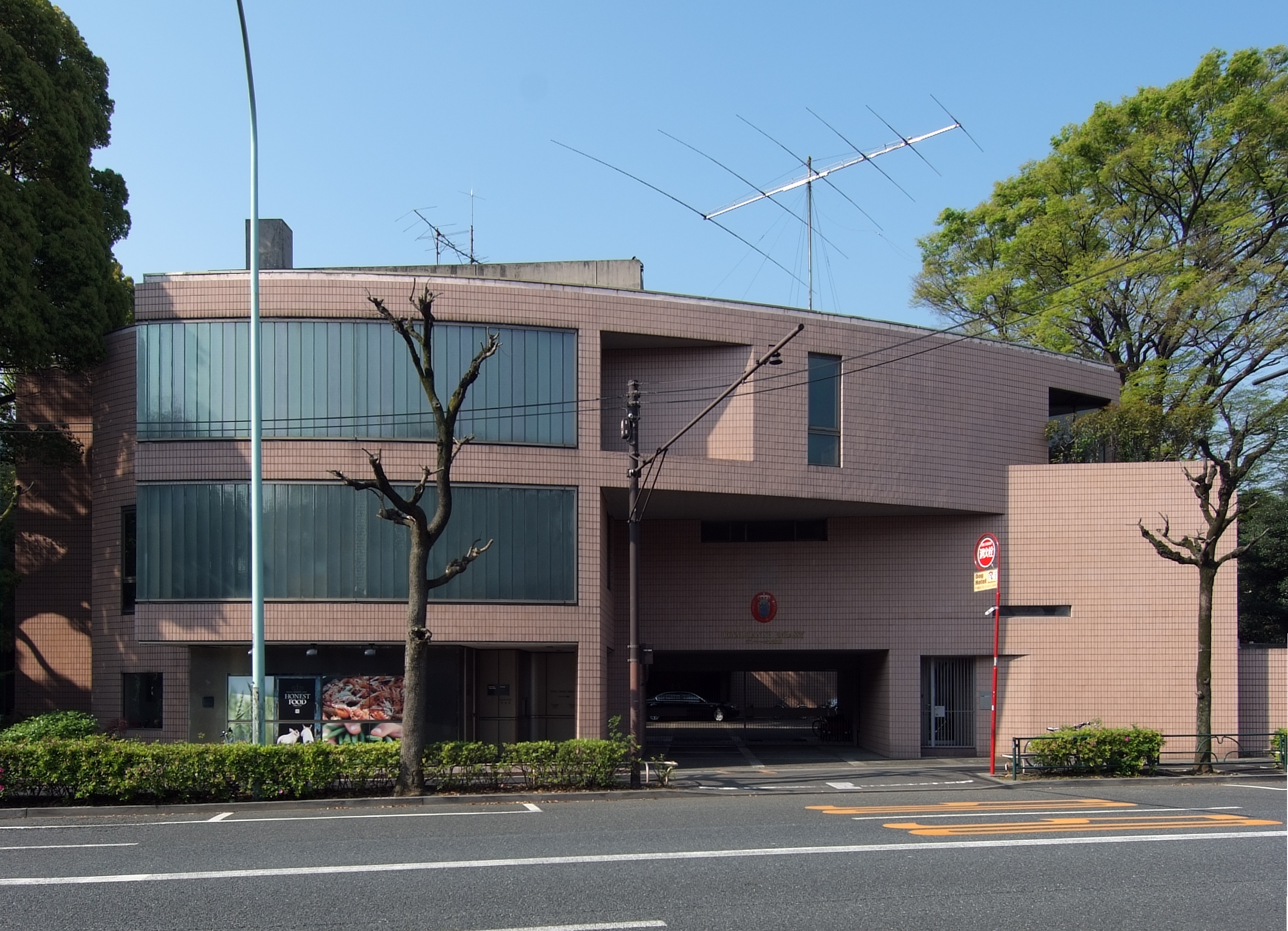
丹麦驻日本大使馆

1988年，丹麦和日本的贸易总额达到20亿美元。 日本出口的货物主要是轿车、摩托车、电脑。从丹麦进口的货物主要是猪肉，药品，虾和奶酪。乐高和诺和诺德成为丹麦企业在日本两大投资商。

## 现任大使
弗朗茨 - 迈克尔·谢尔兹·梅尔宾是现任丹麦驻日本大使。他的任期从2008年9月1日开始，于2008年11月4日向日本天皇明仁遞呈国书。
现任日本驻丹麦大使是铃木敏郎。